# ماتشيدونيو ميلوني
ماتشيدونيو ميلوني (بالإيطالية Macedonio Melloni) ـ (11 أبريل 1798 ـ 11 أغسطس 1854) فيزيائي إيطالي من أبرز إنجازاته إثبات تشابه الخواص الفيزيائية بين الحرارة المشعة والضوء. حصل على وسام رمفورد من الجمعية الملكية البريطانية سنة 1834 تقديراً لاكتشافاته فيما يتعلق بالإشعاع الحراري.

## حياته
ولد ميلوني في بارما سنة 1798، وعين سنة 1824 أستاذًا بجامعتها، غير أنه اضطر إلى الفرار إلى فرنسا بعد ضلوعه في ثورة 1831. وفي سنة 1839 انتقل إلى نابولي وعين مديرًا لمرصد فيزوف للبراكين (بالإيطالية: Osservatorio Vesuviano)، وظل في هذا المنصب حتى عام 1848. في عام 1845 انتخب عضوًا أجنبيًا بالأكاديمية الملكية السويدية للعلوم.

## وفاته
توفي ميلوني بالكوليرا في 11 أغسطس 1854 في بورتيتشي قرب نابولي، عن عمر يناهز الخامسة والستين.

## روابط خارجية
- ماتشيدونيو ميلوني على موقع إن إن دي بي (الإنجليزية)